# Copa Mundial de Béisbol Sub-18 de 2021
La Copa Mundial de Béisbol Sub-18 2021 fue una competición de béisbol internacional que se disputó en las ciudades de Florida, Estados Unidos del 9 al 19 de septiembre de 2022. Fue organizada por la Confederación Mundial de Béisbol y Sóftbol.

## Sistema de competición
El torneo contó con tres fases divididas de la siguiente manera:
- Primera ronda: Los doce participantes fueron divididos en dos grupos de 6 equipos cada uno, clasificando a la Súper Ronda los tres primeros de cada grupo, mientras que los tres últimos de cada grupo disputaron una ronda de Consolidación para definir su posición en el torneo.

- Ronda de consolación: Los tres equipos eliminados del grupo 1 de la primera fase se enfrentaron contra cada uno de los tres equipos eliminados del grupo 2, sumándose así los 3 juegos de cada equipo en esta ronda y los dos juegos en la primera ronda contra los otros dos equipos eliminados de su mismo grupo, para definir su posición en el torneo del puesto 7° al 12°.

- Súper ronda: Los tres equipos clasificados del grupo 1 de la primera fase se enfrentaron contra cada uno de los tres equipos clasificados del grupo 2, sumándose así los 3 juegos de cada equipo en esta ronda y los dos juegos en la primera ronda contra los otros dos equipos clasificados de su mismo grupo, para definir su posición en el torneo del 5° al 6°

- Finales: El equipo que finalizó en el 1° lugar de la Súper Ronda se enfrentó ante el equipo del 2° lugar por la medalla de oro y plata, mientras el 3° y 4° lugar se enfrentaron por la medalla de bronce.

## Sedes
| Estadio          | Aforo | Ciudad    |
| ---------------- | ----- | --------- |
| Ed Smith Stadium |       | Sarasota  |
| LECOM Park       |       | Bradenton |

## Equipos
Los siguientes 12 equipos calificaron para el torneo, entre paréntesis su posición en el ranking para el mes de julio de 2023
| Grupo A        | Grupo B      |
| -------------- | ------------ |
| Estados Unidos | Japón        |
| Corea del Sur  | China Taipéi |
| Países Bajos   | México       |
| Canadá         | Panamá       |
| Brasil         | Italia       |
| Sudáfrica      | Australia    |

## Ronda de Apertura
Disputado del 9 al 14 de septiembre en cinco jornadas.

### Grupo A
| Equipo         | G | P | Av    | Dif | CA | CP |
| -------------- | - | - | ----- | --- | -- | -- |
| Estados Unidos | 5 | 0 | 1.000 | -   | -  | -  |
| Corea del Sur  | 4 | 1 | 0.800 | 1   | -  | -  |
| Países Bajos   | 3 | 2 | 0.600 | 2   | -  | -  |
| Brasil         | 2 | 3 | 0.400 | 3   | -  | -  |
| Canadá         | 1 | 4 | 0.200 | 4   | -  | -  |
| Sudáfrica      | 0 | 5 | 0.000 | 5   | -  | -  |

     – Clasificados a la Súper Ronda.

     – Juegan la Ronda de Consolación.

### Grupo B
| Equipo       | G | P | Av    | Dif | CA | CP |
| ------------ | - | - | ----- | --- | -- | -- |
| China Taipéi | 5 | 0 | 1.000 | -   | -  | -  |
| Japón        | 4 | 1 | 0.800 | 1   | -  | -  |
| México       | 3 | 2 | 0.600 | 2   | -  | -  |
| Panamá       | 2 | 3 | 0.400 | 3   | -  | -  |
| Australia    | 1 | 4 | 0.200 | 4   | -  | -  |
| Italia       | 0 | 5 | 0.000 | 5   | -  | -  |

     – Clasificados a la Súper Ronda.

     – Juegan la Ronda de Consolación.

## Ronda de colocación
Disputada del 15 al 17 de septiembre por los equipos que no clasificaron a la Súper ronda para definir su posición en el torneo.
| Equipo        | G | P | Av    | Dif | CA | CP |
| ------------- | - | - | ----- | --- | -- | -- |
| 7° Brasil     | 4 | 1 | 0.800 | -   | -  | -  |
| 8° Panamá     | 4 | 1 | 0.800 | -   | -  | -  |
| 9° Australia  | 3 | 2 | 0.600 | 1   | -  | -  |
| 10° Italia    | 2 | 3 | 0.400 | 2   | -  | -  |
| 11° Canadá    | 2 | 3 | 0.400 | 2   | -  | -  |
| 12° Sudáfrica | 0 | 5 | 0.000 | 4   | -  | -  |

## Super Ronda
Disputada del 15 al 18 de septiembre por los tres primeros equipos de cada grupo en la primera ronda.
| Equipo          | G | P | Av    | Dif | CA | CP |
| --------------- | - | - | ----- | --- | -- | -- |
| China Taipéi    | 4 | 1 | 0.800 | -   | -  | -  |
| Estados Unidos  | 4 | 1 | 0.800 | -   | -  | -  |
| Corea del Sur   | 4 | 1 | 0.800 | -   | -  | -  |
| Japón           | 2 | 3 | 0.400 | 2   | -  | -  |
| 5° Países Bajos | 1 | 4 | 0.200 | 3   | -  | -  |
| 6° México       | 0 | 5 | 0.000 | 4   | -  | -  |

     – Jugaron la final del Campeonato Mundial.

     – Jugaron por el 3.º Puesto.

## Tercer lugar
Se disputó el 18 de septiembre
| Equipo        | 1 | 2 | 3 | 4 | 5 | 6 | 7 | C | H  | E |
| ------------- | - | - | - | - | - | - | - | - | -- | - |
| Japón         | 1 | 5 | 0 | 0 | 0 | 0 | 0 | 6 | 11 | 0 |
| Corea del Sur | 0 | 0 | 0 | 2 | 0 | 0 | 0 | 2 | 4  | 2 |

LG: Ayuta Seimori  LP: Junseo Hwang  SV: Shiki Kawahara  

## Final
Se disputó el 18 de septiembre
| Equipo         | 1 | 2 | 3 | 4 | 5 | 6 | 7 | C | H | E |
| -------------- | - | - | - | - | - | - | - | - | - | - |
| Estados Unidos | 0 | 0 | 0 | 1 | 1 | 0 | 3 | 5 | 9 | 2 |
| China Taipéi   | 0 | 1 | 0 | 0 | 0 | 0 | 0 | 1 | 3 | 1 |

LG: Blake Mitchell  LP: Seng-En Lin  SV: Shiki Kawahara  

## Posiciones finales
La tabla muestra la posición final de los equipos y el récord.
| Pos                            | Equipo         | Récord |
| ------------------------------ | -------------- | ------ |
|                                | Estados Unidos | 8-1    |
|                                | China Taipéi   | 7-2    |
|                                | Japón          | 6-3    |
| 4                              | Corea del Sur  | 7-2    |
| Eliminados en la súper ronda   |                |        |
| 5                              | Países Bajos   | 4-4    |
| 6                              | México         | 3-5    |
| Eliminados en la primera ronda |                |        |
| 7                              | Panamá         | 4-4    |
| 8                              | Brasil         | 4-4    |
| 9                              | Australia      | 3-5    |
| 10                             | Italia         | 2-6    |
| 11                             | Canadá         | 2-6    |
| 12                             | Sudáfrica      | 0-8    |